# Tórtola de Henares
Tórtola de Henares es un municipio y localidad española de la provincia de Guadalajara, en la comunidad autónoma de Castilla-La Mancha. El término municipal tiene una población de 1384 habitantes (INE 2024).

## Símbolos
El escudo heráldico y la bandera que representan al municipio fueron aprobados oficialmente el 17 de octubre de 2005. El escudo se blasona de la siguiente manera:

Escudo, de gules, una torre de oro aclarada de azul, sobre ondas. El escudo se timbra con la corona real de España.
Diario Oficial de Castilla-La Mancha nº 217 de 31 de octubre de 2005

La descripción textual de la bandera es la siguiente:

Bandera rectangular de proporciones 2:3, formada por un triángulo isósceles de color rojo, con base en el asta y punta en a mitad del vuelo, cargado a su vez con una torre amarilla, mazonada de negro y aclarada de azul. El triángulo superior blanco, el interior blanco con dos ondas azules, separadas entre sí por una onda blanca de una anchura mitad que cada una de las ondas azules.
Diario Oficial de Castilla-La Mancha nº 217 de 31 de octubre de 2005

## Geografía
La localidad está situada a una altitud de 736 m sobre el nivel del mar.
| Noroeste: Yunquera de Henares | Norte: Yunquera de Henares  | Noreste: Ciruelas                  |
| Oeste: Fontanar               |                             | Este: Valdenoches (Guadalajara)    |
| Suroeste: Guadalajara         | Sur: Taracena (Guadalajara) | Sureste: Valdenoches (Guadalajara) |

## Historia
A mediados del siglo XIX, el lugar contaba con una población censada de 551 habitantes. La localidad aparece descrita en el decimoquinto volumen del Diccionario geográfico-estadístico-histórico de España y sus posesiones de Ultramar de Pascual Madoz de la siguiente manera:

TÓRTOLA: v. con ayunt. en la prov. y part. jud. de Guadalajara (2 leg.), aud. terr. de Madrid (12), c. g. de Castilla la Nueva, dióc. de Toledo (24). sit. en llano, con buena ventilacion y clima templado y sano: tiene 120 casas; la consistorial con cárcel; escuela de instruccion primaria, frecuentada por 40 alumnos, dotada con 1,100 rs.; hay una fuente de abundantes aguas, algo salobres; una igl. parr. (la Asuncion de Ntra. Sra.), servida por un cura y un sacristan; confina el térm. con los de Yunquera, el Cañar, Taracena y Valdenoches; dentro de él se encuentran varias fuentes y una ermita (la Soledad); el terreno bañado por el r. Henares, es de buena calidad. Caminos: los que dirigen á los pueblos limítrofes. correo: se recibe y despacha en Guadalajara; prod.: trigo, cebada, centeno, avena, aceite, vino, garbanzos, yeros, esparto y buenos pastos, con los que se mantiene ganado lanar, vacuno, mular y asnal; hay caza de perdices y liebres. ind.: la agrícola, un molino aceitero y la elaboracion del esparto en pleita y sogas. pobl.: 128 vec., 551 alm. cap. prod.: 2.446,825 rs. imp.: 195,750. contr.: 12,830.
(Madoz, 1849, p. 44)

Hasta la reforma de la nomenclatura municipal de 1916 el municipio se llamaba simplemente Tórtola. En dicha fecha su nombre fue modificado por el de Tórtola de Henares.

## Demografía
Tórtola de Henares cuenta con una población de 1384 habitantes (INE 2024).
| Gráfica de evolución demográfica de Tórtola de Henares entre 1842 y 2021                                            |
| |
| Población de derecho según los censos de población del INE Población de hecho según los censos de población del INE |